# 杉浦舞のMキャッチ!
『杉浦舞のMキャッチ!』（すぎうらまいのエムキャッチ）とは、2009年12月21日から2010年1月8日までTBSラジオおよびJRN系列局で放送されていたテープネットラジオ番組である。

## 概要
『feel the mind〜最上の出会い〜』のパーソナリティだった片山右京が、2009年12月17日から12月19日にかけての富士山遭難騒動により活動自粛を決めたことから、急遽代わりに放送されることになったつなぎ番組である。『最上の出会い』が辰巳琢郎を新パーソナリティに起用する形（2010年4月に片山が復帰し降板）で再開するまでの3週間放送されたがJRN各局サイトの「ラジオ週間番組表」項では『最上の出会い』のまま変更を行わなかった局が一部あった。
番組本編は、パーソナリティの杉浦舞（フリーアナウンサー、当時『荒川強啓 デイ・キャッチ!』のアシスタント）が解説を交えながら旬の音楽を2曲放送する構成となっていた。たとえば放送1週目はクリスマスソングを特集した。
提供読みはなかったものの、『最上の出会い』と同様ネットワークセールスとして扱われた。ただし『最上の出会い』の核スポンサーであるトヨタ自動車のCMは当番組では放送せず、番組エンディングのヒッチハイク枠CMのみを放送した。ちなみに平日夕方のトヨタ提供枠は『小沢昭一の小沢昭一的こころ』から続いているものである。

## ネット局
TBSラジオをはじめ、JRN系列各局。放送時間は『最上の出会い』と同じ。ただし、当時杉浦が出演していた『メキキの聞き耳』を放送していない地域もあった。

## 関連番組
- サウンド・キャッチ